# Base aérea de Cervia

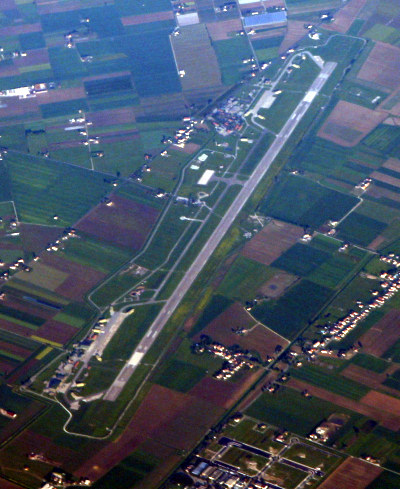
foto da base aérea de cervia na itália registrada em 2010

A Base aérea de Cervia (ICAO: LIPC) é uma base aérea da Força Aérea Italiana (Aeronautica Militare). Está localizada no norte da Itália, aproximadamente a 6 km a sudoeste de Cervia, na província de Ravena (Emilia-Romagna). Foi a cada a 5ª Asa de Combate, que operou aviões F-16 emprestados pela Força Aérea dos Estados Unidos. É também uma base aérea NATO, e é visitava por outras forças aéreas da NATO como ponto de paragem, descanso e reabastecimento. Depois de o empréstimo dos F-16 cessar, a asa foi dissolvida e no seu lugar foi colocada a 1ª Brigada Aérea Especial, e mais tarde passou a operar a partir da base uma asa de busca e salvamento em combate.